# Mujeres en Uganda
Las mujeres en Uganda tienen importantes responsabilidades económicas y sociales en el conjunto de las distintas sociedades tradicionales que forman el país. Las mujeres ugandesas provienen de diversos orígenes económicos y educativos. A pesar del progreso económico y social en todo el país, la violencia de género y la agresión sexual siguen siendo problemas frecuentes en Uganda. El analfabetismo está directamente relacionado con un mayor nivel de violencia de género. Esto se debe principalmente a que los miembros del hogar no pueden tomar decisiones adecuadas que afecten directamente a sus planes futuros. Los informes gubernamentales sugieren niveles crecientes de violencia de género son directamente atribuibles a la pobreza.

## Dinámica social
Los roles de género en Uganda están influenciados por la tradición y por dinámicas sociales en constante evolución. Los roles tradicionales de las mujeres en Uganda son similares a los roles tradicionales de las mujeres en todo el mundo. Estas funciones son en gran medida domésticas e incluyen el cuidado del hogar, la crianza de los niños, la búsqueda de agua, cocinar y atender las necesidades de la comunidad.
Todavía en la década de 1980, las mujeres de las zonas rurales de Buganda debían arrodillarse al hablar con un hombre. Sin embargo, al mismo tiempo, las mujeres asumían las responsabilidades principales del cuidado de los niños y los cultivos de subsistencia, y en el siglo XX habían hecho contribuciones sustanciales a la agricultura de cultivos comerciales.
Si bien tradicionalmente ha sido responsabilidad de los hombres controlar los asuntos financieros familiares, las mujeres aportan contribuciones económicas sustanciales a la familia y a la economía ugandesa en su conjunto. Muchas mujeres informan de que siguen luchando por encontrar oportunidades de empleo y algunas abandonan sus comunidades para tener mayores oportunidades de empleo en otros lugares. Los roles de género tradicionales, se han ido relativizando en gran medida por la influencia evangélica estadounidense, afirmando que el papel de la mujer se basa en las responsabilidades domésticas. Por lo tanto, el empleo femenino sigue estando estigmatizado dentro de la cultura ugandesa. Sin embargo, está habiendo iniciativas para generar empleo femenino en todo el país.
En muchos aspectos, las mujeres ugandesas tienen y han tenido derechos que superaban a los de las mujeres en las sociedades occidentales. Muchos ugandeses reconocen a las mujeres como importantes líderes religiosas y comunitarias. Las mujeres han tenido derechos a poseer tierras, han influido en decisiones políticas cruciales tomadas por los hombres y han cultivado productos para su propio beneficio. Cuando la agricultura comercial se volvió lucrativa, como en el sureste de Uganda en la década de 1920, los hombres comenzaron a reclamar derechos sobre la tierra propiedad de las mujeres de sus familias, reclamaciones que contaban con el apoyo de los consejos locales y los tribunales del protectorado.

### Poligamia
Las prácticas matrimoniales polígamas, que permiten a un hombre casarse con más de una mujer, han reforzado algunos aspectos de la dominación masculina. Sin embargo, también han dado a las mujeres un cierto espacio para cooperar y enfrentarse al dominio masculino.
En Uganda, un hombre a veces concede "estatus masculino" a su esposa mayor, permitiéndole comportarse como igual hacia los hombres y como superior hacia sus otras esposas. En el siglo XX, los matrimonios poligínicos representaban vínculos sociales que no estaban legalmente reconocidos como matrimonio, dejando a las mujeres sin derechos legales a la herencia o manutención en caso de divorcio o viudedad.

## Igualdad de género
Como ocurre con muchos otros países, Uganda se enfrenta a múltiples obstáculos en su avance hacia la igualdad de género. Después de que la igualdad de género y el empoderamiento de las mujeres fueran incluidos en la lista de los Objetivos de Desarrollo del Milenio de las Naciones Unidas de 2000, el Ugandan Justice, Law and Order Sector (JLOS) respondió en su informe anual Género y acceso a la justicia (2001) abordando diversos obstáculos en el acceso a la justicia. En 2012, la JLOS informó que debido al patriarcado y la falta de igualdad de género, la mayoría de los pobres son mujeres; muchas de las cuales desconocen o se ven privadas de ciertos derechos como el de ser propietaria de la tierra.
La violencia de género ha sido denunciada como otro gran problema. Según las autoridades de la policía de Uganda, muchos ugandeses aceptan el maltrato a las mujeres como una norma social de larga tradición. En 2001, una encuesta reveló que el 90% de las mujeres consideraban que “golpear a una esposa o pareja era justificable en algunas circunstancias”. Un artículo de la agencia Reuters de 2018 destacaba la preocupación por la violencia de género al cubrir una historia que trataba sobre 20 cadáveres de mujeres jóvenes encontrados a lo largo de las carreteras al sur de Kampala. Además de la falta de justicia y de protección contra la violencia, existe también una importante brecha de género en la educación.
Las mujeres están subrepresentadas en los servicios financieros de Uganda: controlan alrededor del 39 por ciento de las empresas ugandesas, pero reciben sólo el 9 por ciento de los préstamos comerciales. Tienen un 40% menos de probabilidades de tener una cuenta bancaria que los hombres. Además, sólo el 25% de las mujeres utiliza dinero a través de plataformas móviles.
La Estrategia Nacional de Inclusión Financiera de Uganda busca abordar este problema, con el Banco de Desarrollo de Uganda (UDBL) a la cabeza. El Banco Europeo de Inversiones les proporcionó una línea de préstamo de 15 millones de euros como parte del Fondo Regional centrado en las PYMEs de África Oriental y el proyecto SheInvest para África de la organización.
La Estrategia Nacional de Inclusión Financiera de Uganda se centra ahora especialmente en las empresas privadas dirigidas por mujeres a través de un nuevo proyecto denominado 2X Challenge. Se trata de un compromiso de las instituciones financieras de desarrollo de invertir 3 mil millones de dólares en el empoderamiento económico de las mujeres para fines de 2020. El propósito del proyecto era promover a las mujeres como empresarias, líderes empresariales y trabajadoras.
La agricultura y los agronegocios son los sectores que tienen un mayor porcentaje de empresas dirigidas por mujeres en la cartera del Banco de Desarrollo de Uganda.

### La brecha de género y la educación
Según el Informe Global de Brecha de Género 2017 del Foro Económico Mundial, Uganda ocupa el puesto 45 entre 144 países según sus cuatro indicadores clave: participación y oportunidades económicas, logros educativos, salud y supervivencia, y empoderamiento político. En la sección de puntuación del país de este informe, se revelaba que Uganda ocupaba el puesto número 1 en acceso a la educación primaria y, sin embargo, sólo el puesto 127 en educación secundaria. Esto significa que para la mayoría de las niñas en Uganda, su educación se detiene antes o poco después de convertirse en adolescentes. La tradición de que los padres dependan más de las niñas que de los niños para las necesidades de trabajo doméstico puede ser una de las principales causas de esta disparidad en la educación.
Un estudio de 2013 realizado por Martina Björkman-Nyqvist señalaba una fuerte caída en la matrícula escolar de las mujeres cuando sus hogares se enfrentaban a reveses financieros debido a la falta de lluvia/producción de cultivos u otros déficits económicos. Y en los distritos donde la escolarización era gratuita, hubo una caída significativa en las calificaciones obtenidas por las estudiantes durante tiempos de dificultades económicas. Además, el estudio mostraba que los niños salían ilesos en cualquiera de dichos escenarios. Ya sea por crisis económicas, embarazos prematuros no deseados o huidas de la violencia familiar, muchas niñas tienen que interrumpir prematuramente su educación. Como resultado, estas mujeres jóvenes tienen menos oportunidades de trabajo y un número significativo de ellas se ven obligadas a tener relaciones sexuales peligrosas o se dedican a la prostitución en Kampala para sobrevivir y mantener a sus familias.

### Intervenciones en favor de la igualdad de género
Las acciones adoptadas para cerrar estas brechas de género y hacer justicia han servido como catalizador para el desarrollo, empoderando a la mujer ugandesa para que aproveche diversos derechos, posiciones y oportunidades. En el distrito de Kasese, en Uganda occidental, el Sistema de Aprendizaje de Acción de Género (GALS, por sus siglas en inglés) brinda capacitación para la producción y el comercio de los productos básicos del país: café, maíz y frutas. A través de iniciativas como esta, las mujeres pueden acceder a la atención médica y la educación necesarias, ayudándolas así a escapar de la trampa de la pobreza. Los resultados de las investigaciones también muestran una disminución de la violencia de género a medida que las mujeres se convierten en contribuyentes clave para impulsar las economías locales.
Una encuesta del FMI de 2016 confirmó que el presupuesto realizado con perspectiva de género había tenido mucho éxito en países subsaharianos como Uganda y Ruanda. Cuando los fondos específicos proporcionan agua potable y se podía acceder a la electricidad, la reducción de las tareas domésticas diarias hacía que fuera más factible ganar el dinero necesario para la educación de una niña. A través de programas de educación y asesoramiento para parejas dentro de la Organización de Apoyo al SIDA (TASO, por sus siglas en inglés), las mujeres aprenden habilidades de asertividad que las ayudan a navegar en sus relaciones y a tener prácticas sexuales seguras. Clubes como Empowerment of Livelihood and Adolescents (ELA) tienen el objetivo de ayudar a las niñas a evitar el embarazo adolescente y el matrimonio de menores.

### Resistencia al cambio de normas
El cambio de antiguas normas sociales ha encontrado cierta resistencia y repercusiones negativas. Después de que haya habido campañas públicas que promueven los derechos de las mujeres, Uganda ha sido uno de los países que, según la Organización Mundial de la Salud, ha experimentado una reacción violenta. En un estudio de cuatro años realizado en Rakai, Uganda, se observó un malestar generalizado entre mujeres y hombres a medida que las iniciativas de igualdad cuestionaban el concepto del lugar de la mujer en el hogar y en la sociedad en general. A medida que las mujeres ganaban más autonomía financiera y poder en el hogar, muchos expresaron su preocupación de que este desafío a los roles de género tradicionales pudiera hacer que los hombres se sintieran amenazados y respondieran con violencia doméstica. El estudio de Rakai destacaba la importancia de contar con iniciativas comunitarias que puedan concienciar a la población al reconocer que hay muchos beneficios cuando se empodera a las mujeres y se reconoce su igualdad en derechos.

## Historia
Las mujeres comenzaron a organizarse para ejercer su poder político antes de la independencia. En 1960, el Consejo de Mujeres de Uganda, dirigido por Edith Mary Bataringaya, aprobó una resolución instando a que las leyes relativas al matrimonio, el divorcio y la herencia se registraran por escrito y se publicaran en todo el país, como primer paso hacia la codificación de las prácticas consuetudinarias y modernas. Durante la primera década tras la independencia, este consejo también presionó en favor de reformas legales que otorgaran a todas las mujeres el derecho a poseer propiedades y conservar la custodia de sus hijos aunque terminara el matrimonio.
Durante la década de 1970 y principios de la de 1980, la violencia que arrasó Uganda, con un impacto particularmente alto a las mujeres. Las dificultades económicas se sintieron primero en los hogares, donde las mujeres y los niños carecían de opciones económicas que sí estaban disponibles para la mayoría de los hombres. Las mujeres tuvieron que trabajar más horas que antes; la erosión de los servicios públicos y la infraestructura redujo el acceso a escuelas, hospitales y mercados. Incluso viajar a ciudades cercanas era a menudo imposible. Sin embargo, algunas mujeres ugandesas creen que los años de guerra fortalecieron su independencia, ya que la alteración de la vida familiar normal abrió nuevas vías para adquirir independencia económica, y los informes del gobierno sugieren que el número de mujeres empleadas en el comercio aumentó a finales de los años setenta y principios de los ochenta.
El gobierno de Museveni de finales de los años 1980 se comprometió a eliminar la discriminación contra las mujeres en la política y en la actividad oficial. Las mujeres participaban activamente en el Ejército de Resistencia Nacional (NRA), y Museveni nombró a una mujer, Joan Kakwenzire, para una comisión de seis miembros para documentar los abusos cometidos por los militares. El gobierno también decretó que una mujer representará a cada distrito en el Consejo Nacional de Resistencia. Además, el Banco Comercial de Uganda, administrado por el gobierno, lanzó un plan de crédito rural para facilitar el acceso de las mujeres a los préstamos agrícolas.
Museveni nombró a Joyce Mpanga ministra de Mujer y Desarrollo en 1987, y ella proclamó la intención del gobierno de aumentar los salarios de las mujeres, aumentar el crédito y las oportunidades de empleo de las mujeres y mejorar las vidas de las mujeres en general. En 1989, había dos mujeres como ministras y tres como viceministras en el gabinete del NRM. Las funcionarias y profesionales también formaron una organización, Acción para el Desarrollo, para ayudar a las mujeres en zonas devastadas por la guerra, especialmente la devastada región de Luwero en el centro de Uganda.
La Asociación de Abogadas de Uganda, fundada en 1976, creó una clínica de asistencia jurídica a principios de 1988 para defender a las mujeres que se enfrentaban a la pérdida de bienes o de hijos a causa del divorcio, la separación o la viudez. La asociación también trató de ampliar el acceso a la educación de las mujeres, aumentar los pagos de manutención infantil (equivalente a 0,50 dólares estadounidenses por mes en 1989) en caso de divorcio, establecer bases legales comunes para el divorcio tanto para hombres como para mujeres, establecer códigos penales comunes para hombres y mujeres, ayudar a mujeres y niños que habían sido víctimas del SIDA e implementar programas educativos a nivel nacional para informar a las mujeres sobre sus derechos legales.